# Moldován Domokos
Moldován Domokos (Sajóudvarhely, 1943. december 1. – Budapest, 2021. március 26.) örmény származású magyar etnográfus, opera- és filmrendező. Moldován Stefánia testvére.

## Életpályája
Az erdélyi örmény Moldován család leszármazottja.
1965-től amatőrfilmes, népzenegyűjtéssel foglalkozott. 1966-ban végzett az ELTE Bölcsészettudományi Kar néprajz szakán. Ezután elvégezte a Színház- és Filmművészeti Egyetemet is. 1966-tól a Magyar Televízióban sorozatot készített a magyar parasztfestőkről; az Egyetemi Színpadon rendezett. Az 1970-es évektől a Mafilmnél néprajzi dokumentumfilmeket forgatott. 
1968-ban naiv művészeti gyűjteményét Kecskemétnek ajándékozta, azt azóta a Kecskeméti Katona József Múzeum őrzi és mutatja be.

## Színházi rendezései
A Színházi Adattárban regisztrált bemutatóinak száma: 16.
- Gluck: Orfeo ed Euridice (1991)
- Sáry László: In Sol (1991)
- Monteverdi: Tancred és Clorinda párviadala (1993, 1997)
- Monteverdi: Poppea megkoronázása (1993, 1996)
- Peri: Euridice (1997)
- Monteverdi: A könyörtelen lelkek tánca (1997, 2008)
- Purcell: Dido and Aeneas (1998)
- Orbán György: Pikkó hertzeg (2000)
- Handel: Orlando (2001)
- Monteverdi: Odüsszeusz hazatérése (2003)
- Vivaldi: Il Tigrane - Nagy Tigran, örmény király (2004)
- Monteverdi: Arianna panasza (2008)
- Gesualdo: Eötvös Péter egyfelvonásosok (2008)

## Filmjei
- Magyar parasztfestők nyomában (1966-1968)
- Vankóné Dudás Juli (1969)
- Halálnak halálával halsz (1970, 2003)
- Magyar naiv művészek (1972-1974)
- Szerelmi varázslások (1975)
- A halottlátó (1977)
- Vita a halottlátóról (1978)
- Rontás és reménység (1981)

## Művei
- A halottlátó. Filmforgatókönyvek, dokumentumok; Gondolat, Bp., 1982
- Illyés Gyula élete képekben; összeáll. Illyés Gyuláné, képvál. Moldován Domokos; Gondolat, Bp., 1982
- Rontás és reménység (1982)
- Weöres Sándor és Károlyi Amy élete képekben; írta, összeáll. Károlyi Amy, képvál. Moldován Domokos; Magvető, Bp., 1984
- Love spells and death rites in Hungary. Filmscripts; angolra ford. Peter Sherwood et al.; ICA Cinematheque–Gondolat, London–Bp., 1986
- Magyar naiv művészek nyomában. Dokumentumok; Gondolat, Bp., 1987
- Tisztelet Kurtág Györgynek; összeáll. Moldován Domokos; Rózsavölgyi, Bp., 2006